# Hooker-Insel
Die Hooker-Insel (russisch остров Гукера, Ostrow Gukera) ist eine unbewohnte Insel des zu Russland gehörenden arktischen Franz-Josef-Landes.

## Geographie

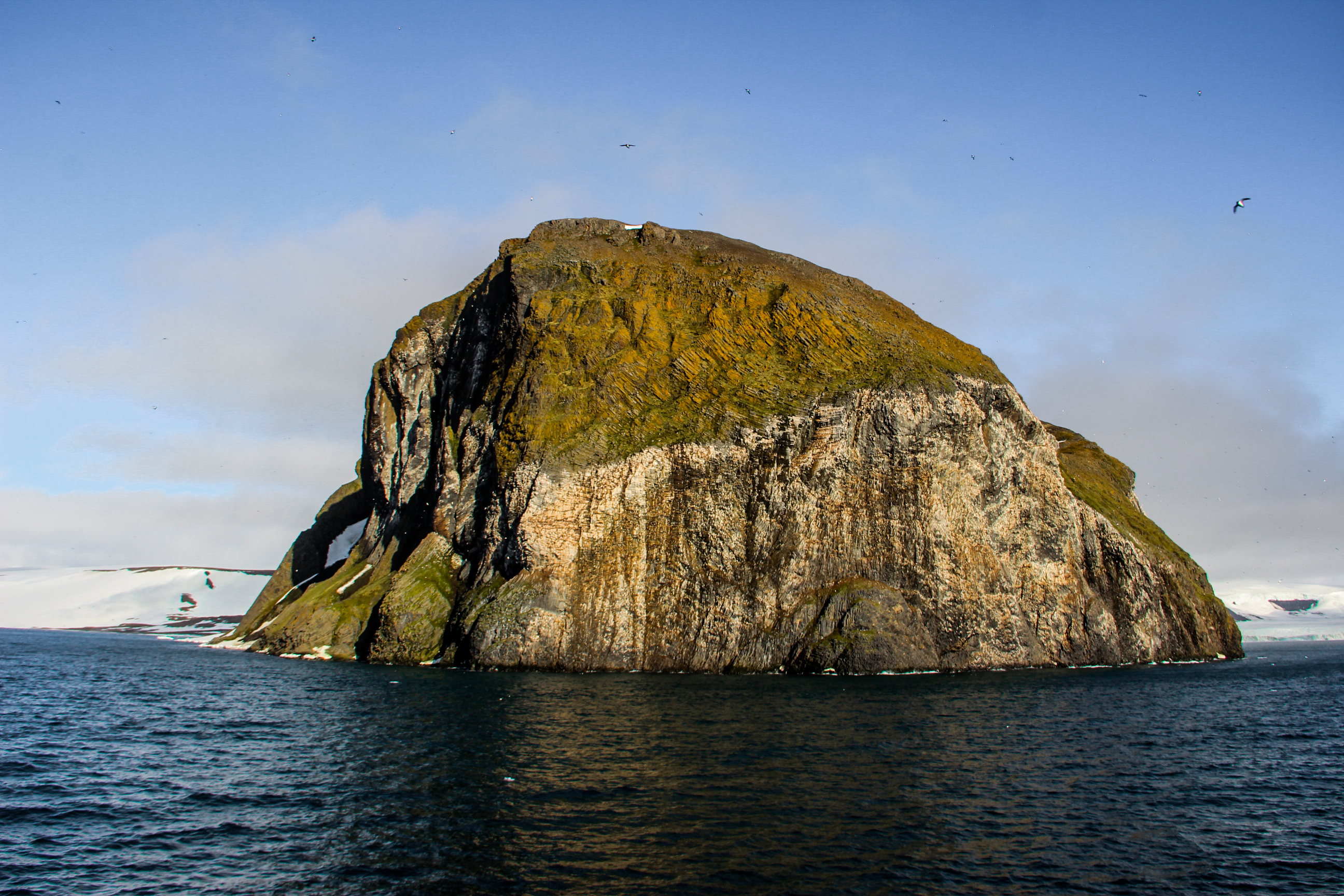
Rubini-Felsen

Die Hooker-Insel ist mit knapp 460 km² Fläche die zehntgrößte Insel des Archipels. Sie ist südöstlich des Britischen Kanals gelegen und durch diesen von Prinz-Georg-Land getrennt. Südwestlich, hinter dem De-Bruyne-Sund, liegt die Northbrook-Insel. Der Hooker-Insel sind einige kleinere Inseln vorgelagert. Die größten sind die Leigh-Smith-Insel im Osten, die Royal-Society-Insel im Nordosten und die Scott-Keltie-Insel im Nordwesten.
Die Insel ist von einer Eiskappe bedeckt, die an ihrem höchsten Punkt, der Jackson-Kuppel (russisch Купол Джексона, Kupol Dscheksona) 576 m erreicht. Größere eisfreie Gebiete gibt es hauptsächlich im Westen am Kap Dundee. Daneben ragen einige markante Kaps aus dem Eispanzer, vor allem Kap Markham und Kap Poole im Norden sowie Kap Breitfuß im Südosten. Die Buchta Tichaja (Бухта Тихая, deutsch Stille Bucht), ein Naturhafen im Nordwesten der Insel, wird südlich vom Rubini-Felsen begrenzt, dem bedeutendsten Vogelfelsen des Franz-Josef-Landes. Hier brüten vor allem Dickschnabellummen und Dreizehenmöwen, aber auch Krabbentaucher, Gryllteisten, Eissturmvögel, Eismöwen, Eiderenten, Raubmöwen und Elfenbeinmöwen.
Auf der Hooker-Insel wurden Fossilien aus der Oberjura gefunden wie der Plesiosaurier Peloneustes philarchus.

## Geschichte

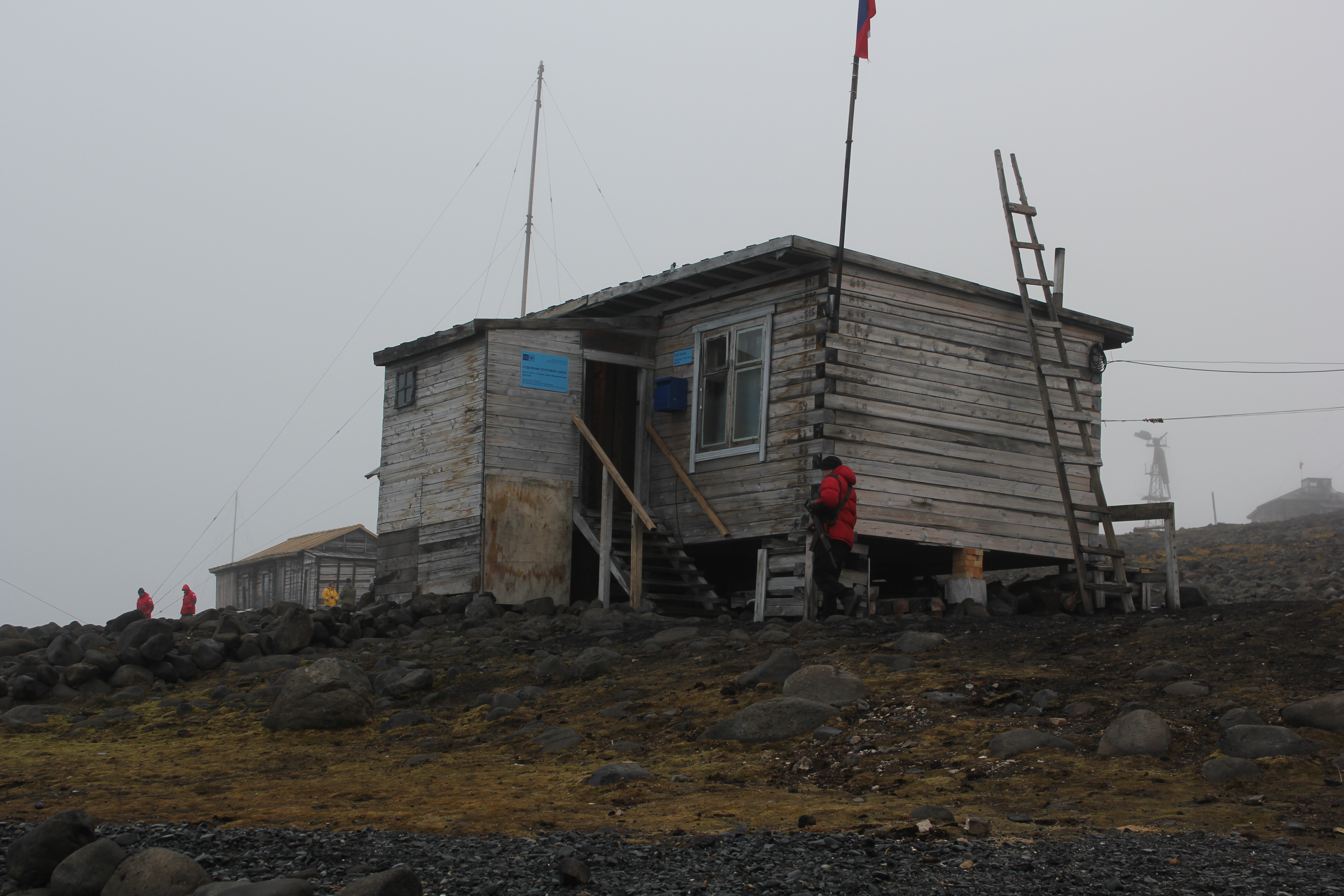
Postamt 163110 an der Buchta Tichaja

Die Hooker-Insel wurde erstmals 1874 von Julius Payer während der Österreichisch-Ungarischen Nordpolexpedition von der McClintock-Insel aus gesichtet. Ihre Südküste wurde 1880 und 1881/82 von Benjamin Leigh Smith erreicht, der die Insel nach dem englischen Botaniker Joseph Dalton Hooker benannte. Von der Jackson-Harmsworth-Expedition 1894–1897 wurde sie erstmals genau kartiert. 1913/14 überwinterte die russische Expedition unter Leitung von Georgi Sedow in der Buchta Tichaja, der Sedow ihren heutigen Namen gab, weil es nicht zu den gefürchteten Eispressungen kam. Nach der Annexion des Archipels eröffnete die Sowjetunion hier am 29. August 1929 die Polarstation „Buchta Tichaja“ (russisch полярная станция «Бухта Тихая»), die erste Forschungsstation auf Franz-Josef-Land. Sie hatte zeitweise eine Besatzungsstärke von bis zu 50 Personen. Am 27. Juli 1931 kam es in der Buchta Tichaja zum Zusammentreffen von Hugo Eckeners Luftschiffs LZ 127 Graf Zeppelin mit dem sowjetischen Eisbrecher Malygin. Im selben Jahr wurde in Vorbereitung des Zweiten Internationalen Polarjahrs 1932/33 ein magnetisches Observatorium errichtet, dessen erster Leiter Iwan Papanin war. Seit der Schließung der Polarstation im Jahre 1959 ist die Insel nicht mehr permanent bewohnt.
Am 20. Juni 2014 wurde an der Buchta Tichaja ein saisonal besetztes Postamt eröffnet, das als weltweit nördlichstes gilt. Im darauffolgenden Jahr wurden dort mehr als 500 Briefe und Postkarten aufgegeben.